# 戸畑ちゃんぽん

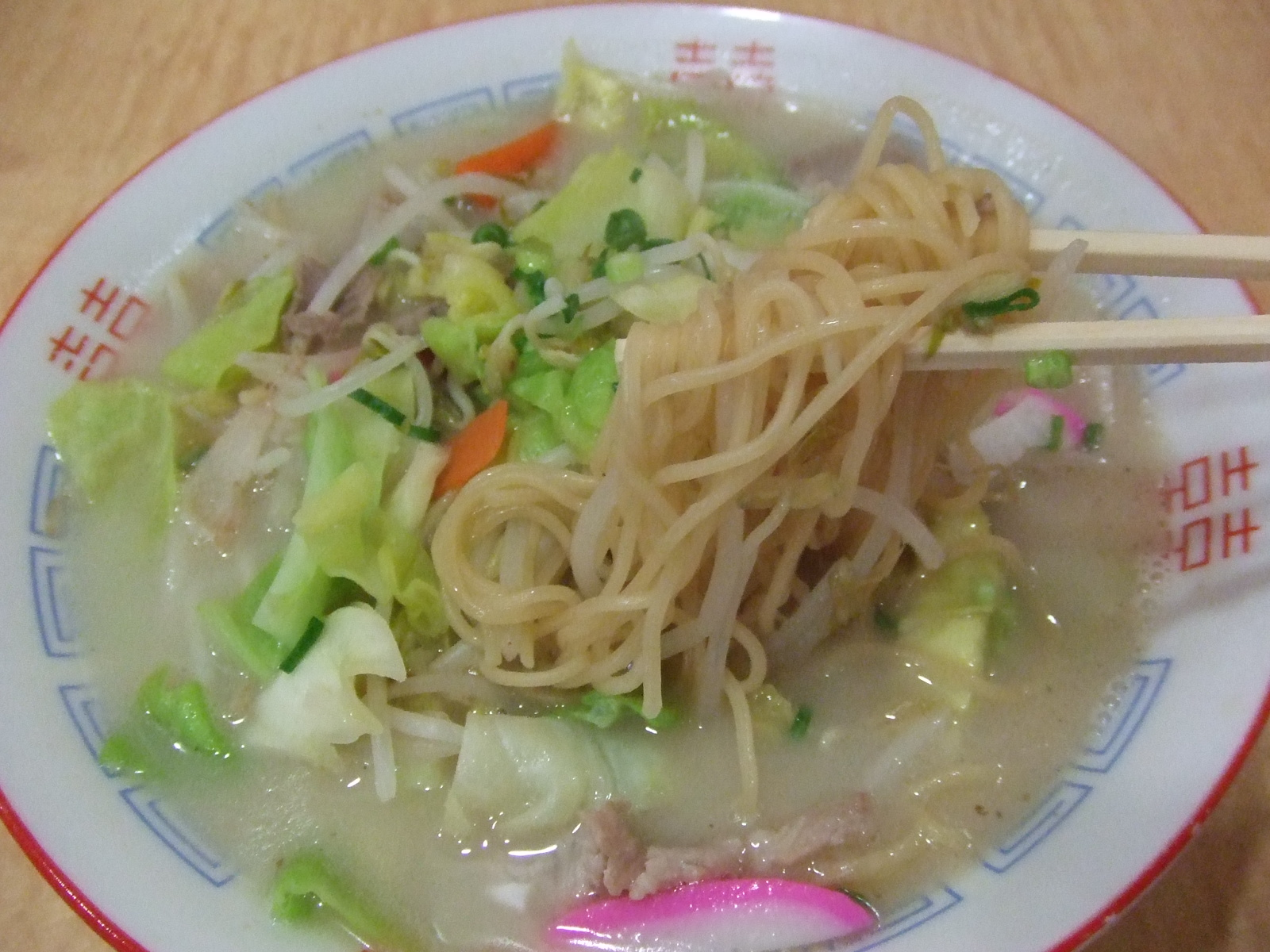
戸畑ちゃんぽん

戸畑ちゃんぽん（とばたちゃんぽん）とは、福岡県北九州市戸畑区で食べられる細めの蒸し麺を使ったちゃんぽんである。

## 歴史
1939年（昭和14年）頃、初代となる田中励夫が中華料理店の店主・王福山から指導を受け、更に研究を重ね戸畑ちゃんぽんの特徴となる蒸し麺を完成。戦後になって二代目が戸畑で「田中製麺所」を創業。現在は三代目となっている。
戸畑区でちゃんぽんをメニューにした店がこの蒸し麺を使ったことから、元祖である長崎ちゃんぽんとは味わいが異なる戸畑ちゃんぽんが生まれた。JR戸畑駅近くの商店街など区内数店で食べられる。

## 特徴
細くて色が濃い（黄色）コシがある麺を使用。通常使われているゆで麺ではなく蒸し麺。また蒸し麺で麺が細いことから調理が早いため、旧八幡製鐵所戸畑工場で働いていた忙しい労働者に好まれたという。スープは豚骨で具はキャベツやもやし、豚肉、蒲鉾が一般的。通常のちゃんぽんと異なる点として、特別に注文を入れない限り魚貝類は基本的に使用されない(スープの出汁に魚介類が含まれる場合があるためアレルギーには注意が必要)。どちらかというと、甘めの豚骨ラーメンの野菜煮込み風という発想が近い。また他の地方には無い特徴として、同一の具材を使った炒飯がほぼ必ず存在し、炒飯も同時に食される場合が非常に多い。

## 戸畑チャンポン名店会
2002年（平成14年）、飲食店と戸畑区役所職員で「戸畑チャンポン名店会」を結成。「ちゃんぽんマップ」の作成、配布等を行った。また戸畑ちゃんぽんを食べられることが分かるよう、名店会が作製した幟が飲食店の入口付近に立てられている。